# Aeroportul Boutilimit
Aeroportul Boutilimit (IATA: OTL, ICAO: GQNB) este un aeroport din Mauritania ce deservește zona Boutilimit. A fost numit după zona deservită.
Situat la o altitudine de 77 m, aeroportul dispune de o singură pistă.